# École mixte finnoise d'Helsinki
L'école mixte finnoise d'Helsinki (finnois : Helsingin Suomalainen Yhteiskoulu, sigle SYK) est une école primaire et secondaire située dans la section d'Etelä-Haaga à Helsinki en Finlande.

## Présentation
L'école SYK est la plus ancienne école mixte de langue finnoise de Finlande.
SYK est une école privée gratuite qui met l'accent sur l'apprentissage des langues.
L’école secondaire supérieure a une mission spéciale d’orientation linguistique accordée par le gouvernement en 1985 et, en août 1990, elle a ouvert la première filière du baccalauréat international (IB) de langue anglaise en Finlande.
SYK propose un très large éventail de langues, on peut y apprendre l'allemand, le français, le russe ou l'anglais (langue A).
Il est également possible d'étudier, par exemple, l'espagnol, le japonais, l'arabe, le suédois et l'italien.

## Histoire
Le projet de créer une école privée pour filles de langue finnoise menant à l'université d'Helsinki est lancé en 1882.
Mais les fondateurs se tournent finalement vers l'idée d'une école mixte qui deviendra par la suite un modèle dans tout le pays.
L'autorisation de créer l'école est donnée en 1886 à Thiodolf Rein et Ernst Gustaf Palmén.
À ses debuts, l'école appartient à un groupe de particuliers puis, à partir de 1892, à une société anonyme.
Dans ses premières années, l'école est installée à Kamppi à plusieurs adresses, jusqu'à ce que son propre bâtiment scolaire soit achevé en 1890 à Yrjönkatu 24 à a l'emplacement de l'ancienne maison de Johan Vilhelm Snellman,.
L'école s'installe dans le bâtiment au coin de Yrjönkatu et Kalevankatu jusqu'en 1937, lorsqu'un nouveau bâtiment est construit à l'adresse Nervanderinkatu 13 a Etu-Töölö.
L'école s'installera dans ses locaux actuels d'Etelä-Haaga en 1972.
Le bâtiment actuel est conçu par Heikki et Kaija Siren.
L'école de Nervanderinkatu conçue par Väinö Vähäkallio abritera la Direction des musées de Finlande et, depuis 2014, l'Académie Sibelius.
La maison d'Yrjönkatu a été démolie.

## Anciens élèves
- Esa-Pekka Salonen, chef d'orchestre
- Atso Almila, chef d'orchestre
- Teppo Felin, professeur à l'université d'Oxford
- Erkki Tuomioja, Ministre des Affaires étrangères
- Eljas Erkko, Ministre des Affaires étrangères
- Tarja Cronberg, Ministre de l'emploi
- Matti Wuori, Député européen
- Henrik Tikkanen, écrivain
- Olli Mustonen, pianiste
- Tomi Mäkelä, pianiste
- Ora Lassila informaticien
- Heikki Mannila informaticien
- Pentti Linkola, philosophe
- Saima Harmaja, poète
- Minna Lindgren, écrivain
- Suvi-Anne Siimes, politicienne
- Juhana Vartiainen, politicien
- Mauri Ryömä, politicien
- Tuomari Nurmio, musicien
- Pyhimys, musicien
- Kim Borg, musicien
- Antti Siirala, musicien
- Ari Angervo, musicien
- Nina Tapio, musicien
- Markku Luolajan-Mikkola, musicien
- Erik W. Tawaststjerna, musicologue
- Petteri Salomaa, baryton
- Aino Kallas écrivain
- Rolf Nevanlinna, mathématicien
- Olli Lehto, mathématicien
- Yrjö Soini, écrivain
- Kimmo Koskenniemi linguiste
- Aarne Ervi, architecte
- Heikki Siren, architecte
- Pentti Sammallahti, photographe
- Erik Bruun, graphiste
- Ari Lohenoja, homme d'affaires
- Antti Herlin, homme d'affaires
- Mika Tiivola, homme d'affaires
- Juuso Walden, industriel
- Aatos Erkko, actionnaire principal de Sanoma
- Eero Erkko, journaliste et politicien
- Elina Salo, actrice
- Elina Pohjanpää, actrice
- Rauha Rentola, actrice
- Ritva Arvelo, actrice
- Helena Vierikko, actrice
- Matti Oravisto, acteur
- Paavo Jännes, acteur
- Laura Ruohonen, directeur de théâtre
- Iiro Seppänen, producteur
- Mauno Manninen, producteur
- Mika Taanila, réalisateur
- Heikki Aho, réalisateur
- Niilo Jääskinen, juriste